# Тиберий Юний Брут
Тиберий Юний Брут (на латински: Tiberius Junius Brutus; † 509 пр.н.е.) e по-малкият син на основателия на Римската република, патрицият Луций Юний Брут (консул 509 пр.н.е.).
Произлиза от клон Брут на фамилията Юнии. Той е внук по бащина линия на Марк Юний Брут и Тарквиния Секунда, дъщеря на цар Тарквиний Приск и сестра на Тарквиний Горди. Племенник е на Марк Юний Брут II.
Брат е на Тит Юний Брут.
През 509 пр.н.е. римляните под ръководството на баща му Луций се разбунтуват, заради изнасилването на Лукреция от Секст Тарквиний, син на цар Тарквиний Горди.
Тиберий е монархист и заедно с брат си Тит и братовчедите си Секст Тарквиний, Спурий и Арун Тарквиний помага на чичо си, изгоненият цар Тарквиний Горди, да се върне на трона. Заради конспирация против Римската република той е екзекутиран по заповед на баща му през 509 пр.н.е.
Тиберий е женен за Помпилия, внучка на Нума Помпилий и има дъщеря Юния. Нейният син Гай Ларций (патриций) е осиновен от плебейския братовчед на Тиберий, Гней Юний Брут, и носи името Гней Юний Брут. Гней има два сина Децим Юний Силан и Квинт Юний Брут и е прародител на Марк Юний Брут, убиецът на Гай Юлий Цезар.